# Oberthalhausen
Oberthalhausen ist ein Ortsteil der Gemeinde Ludwigsau im Nordosten Hessens im Landkreis Hersfeld-Rotenburg im östlichen Teil des Knülls. Der Ort liegt, von Wald umgeben, im oberen Rohrbachtal. Zum Nachbarort Niederthalhausen führt die Kreisstraße 65.
In Ortsnähe liegt am 417 m hohen Gernkopf ein ehemaliger Basaltsteinbruch, der heute unter Naturschutz steht.

## Geschichte
Erstmals urkundlich erwähnt wurde der Ort, soweit bekannt, im Jahre 1335. Die Kirche wurde im Mittelalter erbaut. Das Gericht „in der Rohrbach“ (später Gericht  Ludwigseck) bestand 1538 aus den Dörfern Beenhausen, Gerterode, Heierode, Rohrbach, Ober- und Niederthalhausen sowie Tann. Teilweise werden auch Ersrode, Trunsbach und die Wüstung Schöpbach dazugezählt. Die Gerichtsstätte befand sich im Dorf Tann. Das Gericht gehörte ab 1579 zum Amt Rotenburg, welches von 1627 bis 1835 Teil der Rotenburger Quart war.
Im Zuge der Gebietsreform in Hessen fusionierten zum 31. Dezember 1971 die bis dahin selbständigen Gemeinden Beenhausen, Ersrode, Hainrode und Oberthalhausen zur neuen Gemeinde Ludwigseck. Diese wurde bereits am 1. August 1972 aufgelöst und kam zur Gemeinde Ludwigsau. Für alle ehemals eigenständigen Gemeinden von Ludwigsau wurde je ein Ortsbezirk mit Ortsbeirat und Ortsvorsteher nach der Hessischen Gemeindeordnung gebildet.

## Bevölkerung
Einwohnerstruktur 2011
Nach den Erhebungen des Zensus 2011 lebten am Stichtag, dem 9. Mai 2011, in Oberthalhausen 96 Einwohner. Darunter waren keine Ausländer. Nach dem Lebensalter waren 81 Einwohner unter 18 Jahren, 207 zwischen 18 und 49, 144 zwischen 50 und 93 und 162 Einwohner waren älter. Die Einwohner lebten in 69 Haushalten. Davon waren 9 Singlehaushalte, 9 Paare ohne Kinder und 15 Paare mit Kindern, sowie 3 Alleinerziehende und keine Wohngemeinschaften. In 6 Haushalten lebten ausschließlich Senioren und in 21 Haushaltungen lebten keine Senioren.
Einwohnerentwicklung
| Oberthalhausen: Einwohnerzahlen von 1834 bis 2011 | Oberthalhausen: Einwohnerzahlen von 1834 bis 2011 | Oberthalhausen: Einwohnerzahlen von 1834 bis 2011 | Oberthalhausen: Einwohnerzahlen von 1834 bis 2011 | Oberthalhausen: Einwohnerzahlen von 1834 bis 2011 |
| --- | ------------------------------------------------- | ------------------------------------------------- | ------------------------------------------------- | ------------------------------------------------- |
| Jahr |                                                   |                                                   |                                                   | Einwohner                                         |
| 1834 | 1834                                              |                                                   | 164                                               | 164                                               |
| 1840 | 1840                                              |                                                   | 178                                               | 178                                               |
| 1846 | 1846                                              |                                                   | 145                                               | 145                                               |
| 1852 | 1852                                              |                                                   | 170                                               | 170                                               |
| 1858 | 1858                                              |                                                   | 161                                               | 161                                               |
| 1864 | 1864                                              |                                                   | 158                                               | 158                                               |
| 1871 | 1871                                              |                                                   | 131                                               | 131                                               |
| 1875 | 1875                                              |                                                   | 137                                               | 137                                               |
| 1885 | 1885                                              |                                                   | 126                                               | 126                                               |
| 1895 | 1895                                              |                                                   | 117                                               | 117                                               |
| 1905 | 1905                                              |                                                   | 123                                               | 123                                               |
| 1910 | 1910                                              |                                                   | 113                                               | 113                                               |
| 1925 | 1925                                              |                                                   | 110                                               | 110                                               |
| 1939 | 1939                                              |                                                   | 109                                               | 109                                               |
| 1946 | 1946                                              |                                                   | 164                                               | 164                                               |
| 1950 | 1950                                              |                                                   | 147                                               | 147                                               |
| 1956 | 1956                                              |                                                   | 112                                               | 112                                               |
| 1961 | 1961                                              |                                                   | 112                                               | 112                                               |
| 1967 | 1967                                              |                                                   | 107                                               | 107                                               |
| 1970 | 1970                                              |                                                   | 112                                               | 112                                               |
| 1980 | 1980                                              |                                                   | ?                                                 | ?                                                 |
| 1990 | 1990                                              |                                                   | ?                                                 | ?                                                 |
| 2000 | 2000                                              |                                                   | ?                                                 | ?                                                 |
| 2011 | 2011                                              |                                                   | 96                                                | 96                                                |
| Datenquelle: Historisches Gemeindeverzeichnis für Hessen: Die Bevölkerung der Gemeinden 1834 bis 1967. Wiesbaden: Hessisches Statistisches Landesamt, 1968. Weitere Quellen: LAGIS; Zensus 2011 |                                                   |                                                   |                                                   |                                                   |

Religion
Zur evangelischen Kirchengemeinde Niederthalhausen gehört auch der Ort Oberthalhausen. Diese Kirchengemeinde wiederum gehört zum Kirchspiel Beenhausen. 
Historische Religionszugehörigkeit
| • 1885: | 126 evangelische (= 100 %) Einwohner                             |
| • 1961: | 105 evangelische (= 93,75 %), 7 katholische (= 6,25 %) Einwohner |

## Politik
Für Oberthalhausen besteht ein Ortsbezirk (Gebiete der ehemaligen Gemeinde Oberthalhausen) mit Ortsbeirat und Ortsvorsteher nach der Hessischen Gemeindeordnung.
Der Ortsbeirat besteht aus fünf Mitgliedern. Bei den Kommunalwahlen in Hessen 2021 kam kein Ortsbeirat zustande.

## Infrastruktur
Im Ort gibt es ein Dorfgemeinschaftshaus. Den öffentlichen Personennahverkehr stellt die ÜWAG Bus GmbH mit der Linie 320 ab Niederthalhausen sicher.